# La nave negriera
Mercanti di schiavi che gettano in mare i morti e i moribondi. La nave negriera (The Slave Ship) è un dipinto a olio su tela (91×122 cm) del pittore inglese William Turner, realizzato nel 1840 e conservato al Museum of Fine Arts di Boston.

## Storia
La nave negriera prende spunto, nel suo soggetto, non solo da Summer di James Thomson, opera letteraria in cui si narra di un timone e di una nave negriera, bensì anche da un fatto di cronaca accaduto cinquant'anni prima: si tratta dell'epidemia scoppiata sulla nave negriera Zong. Turner presumibilmente venne a sapere dell'evento leggendo History of the Abolition of the Slave Trade di T. Clarkson o Walks in a Forest di Thomas Gisbourne e, probabilmente, con questo quadro volle denunciare la tratta degli schiavi africani, la quale continuava a prosperare negli Stati Uniti e in molti altri paesi, nonostante in Inghilterra la schiavitù fosse già stata abolita da tempo.
Turner espose l'opera alla Royal Academy nel 1840, corredandola con alcuni versi tratti dal suo poema Fallacies of Hope:
Nonostante venisse giudicata negativamente dalla critica, la tela fu acquistata da John James Ruskin nel 1843 per la bella cifra di 250 ghinee. John James avrebbe poi fatto dono dell'opera al figlio John, fervente sostenitore del Turner, il quale arrivò ad affermare: «Se fossi costretto ad affidare l'immortalità di Turner a un'unica opera, sceglierei questa [...] il suo colore è assolutamente perfetto, non un tono falso o torbido in qualsiasi parte o tratto, e così modulato che ogni centimetro quadrato della tela è una composizione perfetta».
La nave negriera, venduta a un collezionista statunitense nel 1872, peregrinò per le collezioni private di J.T. Johnston (New York), A. Hooper (Boston) e infine W.H.S. Lothrop (Boston), per poi giungere nel 1899 nel museo di Boston, dove è tuttora esposto.

## Descrizione
L'opera raffigura una nave negriera in preda alla collera cieca del mare inferocito: la forza distruttrice delle acque, infatti, profetizza il sopraggiungere di un tifone. Il vascello, pertanto, cerca di allontanarsi velocemente dall'area, lasciandosi dietro una terribile scia di detriti e uomini. Dal colore scuro della loro pelle e dalle catene che ghermiscono le loro membra possiamo capire che sono schiavi. La scena è terribile, siccome gli schiavi stanno cercando di resistere alle acque inquiete e turbolente, abitate da pesci affamati e di mostruose creature, impazienti di banchettare con i corpi dei poveri uomini.
La drammaticità della scena è sottolineata dall'utilizzo di colori molto accesi e sanguigni, i quali trasmettono una terribile sensazione di impotenza. Turner, con l'adozione di una tavolozza così marcata, intende infatti mettere a nudo la sostanziale piccolezza dell'uomo dinanzi alle poderose forze naturali, nei confronti delle quali non può che soccombere. La morte degli schiavi, infine, viene riflessa cromaticamente nel cielo, infuocato da bagliori rossi e gialli..